# Ortnamn i Värmland
Ortnamn i Värmland kan, liksom resten av de svenska ortnamnen, delas upp i naturnamn och kulturnamn. Kulturnamnen är ofta bebyggelsenamn med  efterled där bebyggelsen beskrivs, såsom -by i Ambjörby och Torsby, och -byn som i Sundsbyn. 
Vissa ortnamn är speciella för Värmland och Dalsland. Exempel på detta är namn som har efterleden -rud och -skog. Ortnamnen i Värmland är, som i alla andra landskap i Sverige, dels osammansatta ortnamn och dels sammansatta. Av de sammansatta ortnamnen har de flesta två ordled, förled och efterled.
Ett fåtal av de osammansatta ortnamnen är enstaviga som Kil och Rud. De allra flesta är tvåstaviga som till exempel Deje, Eda och Glava. Ändelsen -a betecknar ofta pluralis.  Av de sammansatta ortnamnen har de allra flesta två ordled, förled och efterled, som till exempel Munkfors och Vålberg, men det finns också namn med tre ordled, som Åmotfors.

## Definition av begreppet ortnamn
Ortnamn eller toponymer är namn på geografiska företeelser och ortnamnen kan delas upp i bebyggelsenamn och naturnamn. 
En språkvetenskaplig definition är att "ett ortnamn är ett språkligt uttryck som i en viss namnbrukarkrets är knutet till en bestämd plats".

## Ortnamnskategorier
Alla ortnamn delas upp i två huvudkategorier: naturnamn och kulturnamn. Kulturnamnen kan indelas tre kategorier: ägonamn, bebyggelsenamn och namn på artefakter. 
Naturnamn är namn på vattendrag, sjöar, skogar o.s.v. Ägonamn är namn på mark som används för jordbruk och boskapsskötsel, till exempel åkrar, ängar och hagar. Bebyggelsenamn är namn på tätorter, byar, gårdar, bygder med mera. Artefaktnamn är namn på broar, hamnar, gruvor, gravhögar m.m.  Bebyggelsenamn kan vara primära eller
sekundära. Primära bebyggelsenamn avser bebyggelse redan från början, till exempel de som slutar på -by eller -byn (som Ransby och Sundsbyn).  
Sekundära bebyggelsenamn har inte från början betecknat bebyggelse, utan har ursprungligen varit naturnamn, ägonamn eller artefaktnamn. Exempel på sådana ortnamn i Värmland är Borgvik, Ingesund, Vålberg med flera.

## Ortnamnet Karlstad
Karlstad grundades 1584 och fick sitt namn efter Hertig Karl.

## Typiska ortnamnsefterled och ortnamnsändelser i Värmland

### Ortnamnsförled med trädanknytning
- Apel- finns i Aplungen.
- Ask- finns i Askesjön.
- Asp- finns i Aspsjön.
- Björk- finns i Björklången.
- Ek- finns i Ekshärad.
- Fur- finns i Furuvattnet.
- Gran- finns i Gransjön.

### Ortnamnsefterled som betecknar bebyggelse

boda

- -boda finns i ett fåtal namn i Värmland, exempelvis Högboda och Kalleboda. Ortnamnen på -boda är vanligast förekommande i Jösse härad och Nordmarks härad som båda gränsar mot Norge. Betydelsen är 'bodar' och dessa kan vara av olika slag. En del kan ha varit sjöbodar, medan andra har varit förvaringsbodar för hö.[7]
- -bol betyder 'nyodling, nybygge' och härstammar från medeltiden. I Värmland finns cirka 80 platser med efterledet -bol. De allra flesta av dessa platser hade ursprungligen en areal på 1 mantal eller mindre.[8] Exempel på -bol: Klässbol, Kyrkebol, Ottebol och Prästbol.

rud

- -by, -byn har ursprungligen sannolikt betytt 'boplats, bebyggelse', som den senare betydelsen 'gård, by' har utvecklats från. Man räknar med att namn med terrängbeteckande förled och -by som efterled är äldre än namn med ett personnamn som förled, och som ofta har -byn som efterled.[9] I Värmland finns bland annat Ambjörby, Oleby och Torsby. Den bestämda formen -byn förekommer ofta i Värmland, men är ovanlig i de övriga landskapen i Svealand. I Värmland finns t.ex. Björbyn, Esbjärbyn, Häljebyn, Ingersbyn, Sundsbyn och Yppersbyn.
- -kärr betecknar i gamla värmländska gårdsnamn, särskilt i den södra delen av landskapet, terräng som kunde ge foder- och lövtäkt. Exempel: Ackkärr, Kroppkärr, Skattkärr och Starrkärr.[10]
- -rud är ett av Värmlands mest typiska efterled. Huvuddelen av de svenska ortnamnen med efterledet -rud finns i Dalsland, Värmland och Västergötland. -rud är besläktat med 'röja' och betecknar 'röjning i skog'. Ortnamnsledet har bildat ortnamn sedan den tidiga medeltiden och framåt.[11] Exempel  på -rud i Värmland är Aggerud, Frykerud, Långserud, Munkerud, Sillerud, Ölserud och Övre Ullerud.

skog

- -skog betyder 'skogsbygd' och finns som efterled i ett antal sockennamn i Värmlands skogsbygder, liksom även i Dalsland. I Värmland finns Blomskog, Brunskog, Gunnarskog, Järnskog, Mangskog, Svanskog, Värmskog och Östervallskog. De flesta av dessa namn är belagda sedan 1500-talet. Värmskog finns belagt sedan 1398 som  Vermilscoger och Blomskog sedan 1430-talet som Blomskogh sokn. Det yngsta av dessa namn är Mangskog (Magneskogs Capell, 1765).[12]

säter

- -sta och -stad förekommer, i de båda skriftformerna, i Värmland. I övrigt förekommer -sta i Svealand och i östra Norrland. -stad förekommer, förutom i Värmland, endast i Götaland (utom Gotland). I Värmland är -sta/-stad-namnen spridda i odlingsbygderna runt Vänern, och har därifrån spritt sig inåt landet, upp mot de sydvästliga gränshäraderna.[13] Exempel på -sta i Värmland är Fryksta och Sundsta. Exempel på -stad är Averstad, Bärstad, Knappstad, Rackstad, Odenstad, Romstad och Segerstad. Ofta översätts -sta/-stad som 'boplats', men -sta/-stad kan också ha en ägobetecknande funktion. Efterledet -sta/-stad kan i vattenrika landskap som Värmland ibland ha betydelsen 'båtplats, tilläggsplats'. Exempel på detta är ortnamnen Båtstad, Färjestad, Fryksta och Sundsta.[14] Ett efterled som uppkommit betydligt senare, är det -stad som har betydelsen stad (med administrativ betydelse). Dessa ortnamn finns i Götaland, t.ex. Kristianstad och Mariestad, och även i Värmland, Filipstad och Karlstad.
- -säter betecknar 'utmarksäng'. I Värmland finns efterledet -säter bland annat i tre sockennamn: Botilsäter, Eskilsäter och Ransäter. Det finns även i bynamn som Aspsäter och Nysäter. Alla dessa ortnamn finns inom ett begränsat område i odlingsbygderna i västra Värmland. Utanför detta område finns andra namn på -säter som har anknytning till Norge och som betyder fäbod. Ett sådant namn är Högsäter, som ligger vid riksgränsen i Skillingmarks socken.[15]
- -sätern betyder 'fäboden' och finns i nordöstra Värmland, liksom i angränsande område i Dalarna. Några exempel på dessa namn är Kårebolssätern, Långsätern och Torrbergssätern.
- -torp finns i Värmland mest i den sydliga delen. Exempel är Immetorp, Krontorp, Spegeltorp, Välingstorp och Åsundatorp. I större delen av landskapet saknas äldre namn på -torp. I stället finns det en mängd -rud-namn, och dessa motsvarar då de syd- och mellansvenska -torp-namnen. [16]

### Ortnamnsändelser
- -a är en vanlig pluraländelse i svenska ortnamn.[1] Sålunda är -a i Arvika (in) Aruikum 1354)[17] och i Södra Råda [18] pluraländelser.

En del av namnen med ändelsen -a är inte plurala. Namnet Grava är femininum singularis (dativ i Grawu 1359). Även namnet Köla är ursprungligen singularis (i Kyøl 1379).
- -ane är en relativt vanlig pluraländelse i bestämd form i västra Värmland, exempelvis Edane och Hovdane[21]
- -e är en relativt vanlig ortnamnsändelse (dativ) i Värmland, men till skillnad från i andra landskap betecknar -e vanligtvis inte pluralis i Värmland. Värmländska ortnamn som slutar på -e är till exempel Deje, Skåre, Sunne, Säffle, Väse och Ölme. Skåre (i Skoro noro) [22] och Sunne (in sundy 1363)[23] är exempel på ortnamn där det nutida -e betecknar dativ singularis.
- -ene är vanligtvis en stelnad feminin dativändelse i singular, som i exempelvis Takene och Vikene.[21] Men denna ändelse kan förväxlas med det -ene som kommer av -vini (betesmark), i Värmland bland annat i Bredene och Lökene,[24] samt med den identiska feminina bestämda pluraländelsen i västra Värmland.

### Namn på gruvor, hyttor, bruk och herrgårdar
- -berg betecknar bergverk, gruva i den värmländska delen av Bergslagen, t.ex. Persberg.
- -fors betecknar läge vid en fors. Vanligtvis hade denna fors stor betydelse för mänsklig verksamhet på platsen, för att den tillhandahöll den vattenkraft som behövdes för att någon industri skulle kunna sättas igång. I Värmland finns ett stort antal vattendrag som på många ställen bildar forsar, där järnbruk kunde uppstå. Exempel på  bruksorter i Värmland med efterledet -fors är Bofors, Brattfors, Degerfors, Hagfors, Lesjöfors, Munkfors, Storfors och Töcksfors. I Bofors vid Timsälven fick P. L. Hosman privilegiet att driva stångjärnshammare år 1646 och Bofors blev därmed ett brukshemman.[25] Brattfors hytta finns omnämnd i 1540 års jordebok.[26] Namnet syftar på en brant fors i Lungälven.[27] I Degerfors startade Georg Camitz en bruksdrift år 1654. Han fick tillstånd att uppföra en stångjärnshammare år 1660 och ytterligare en sådan  1666. [28] Järnbruket ligger vid Degerforsen (Deijerforssen 1647)[29] i Letälven. Hagfors järnbruk grundades på 1870-talet. Namnet kommer av Hagforsen i Uvån, där järnbruket ligger.[30] I Lesjöfors startades en hammarsmedja år 1680. Namnet Lesjöfors (Lessiöfors hammar 1686) kommer av en fors i Lesjöforsälven. [31] I Munkfors anlades ett järnbruk vid Munkforsen (Monke forssen 1670) på 1670-talet. Storfors anlades av Hertig Karl år 1588 som kronobruk vid Storforsälven. I Storfors blåste man tackjärn, smidde stångjärn, tillverkade gevär, kanonkulor med mera.[32] Töcksfors järnbruk blev anlagt omkring 1796 av Anders Atterberg vid en fors i Töcksforsälven. Bruket var manufakturverk med knipphammare och två spikhammare. 1831 utvidgades bruket med stångjärnssmide.[33]
- -hyttan betecknar masugnar. I Värmland har ett antal hyttor funnits vid åar och älvar. Exempel är Brattforshyttan, Långbanshyttan, Motjärnshyttan och Storbrohyttan.

### Ortnamnsefterled som betecknar höjder
- -höjden är en vanlig beteckning för -berget i Värmland, speciellt i de västra delarna av landskapet. Exempel: Damshöjden, Mötterudshöjden och Storhöjden.
- -klätten är ett vanligt efterled i västra och centrala Värmland. Ordet klätt är en västlig sidoform till klint 'höjd'. Exempel: Gettjärnsklätten, Glänneklätten, Rudsklätten och Tossebergsklätten

### Ortnamnsefterled som betecknar vattendrag
- älven betecknar i Värmland, speciellt i de västra delarna, större och mindre vattendrag, stora som Klarälven och Letälven samt mindre som Lillälven och Timsälven.

## Ortnamn som påminner om hednisk kult
I Värmland finns ortnamnet Ve, med betydelsen hednisk kultplats, i Väse.